# Цементна промисловість України
Цеме́нтна промисло́вість — галузь промисловості будівельних матеріалів, підприємства якої виробляють різні види цементу.
Цементна сировина — вапняки, мергелі, крейда; цементні глини залягають переважно на Донбасі, де знаходиться Амвросіївська група родовищ (одна з найбільших у світі), на Харківщині, в Чернігівській, Львівській, Чернівецькій і Рівенській обл. й ін. районах України. Саме в цих сировинних районах розвинулася цементна промисловість.
В Україні перші цементні заводи постали в Амвросіївці (Донецька область, 1896) і Здолбунові (Рівненська область, 1898); 1913 їх нараховувалося 12, переважно дрібних, що виробляли 269 000 т цементу (15 % випуску Рос. Імперії).
Цементна промисловість розвинулася в роки індустріалізації за перших п'ятирічок з поширенням діючих цементних заводів та побудовою нових у Дніпрі, Єнакієвому, Харкові.
1940 в УРСР вироблялося 1,2 млн т цементу (20,7 % від усього СРСР). Після зруйнування в 1941 — 43 підприємства цементної промисловості відбудовано і 1948 досягнуто довоєнного рівня продукції; згодом побудовано низку нових, серед яких: цементно-гірничий комбінат у Миколаєві (Львівська область) і Балаклії (Харківська область), цементні заводи в Амвросіївці, у Здолбунові, Кривому Розі, Кам'янці-Подільському та ін.
1976 цементна промисловість нараховувала 15 підприємств, що виробляли 23,1 млн т цементу (18 % від загального обсягу виробництва в СРСР); все це високоякісний портландцемент.
Станом на сьогодні найбільшими виробниками цементу є ВАТ «Балцем», ВАТ «Подільський цемент» та ВАТ «Кривий Ріг Цемент». При цьому слід відзначити, що ВАТ «Балцем» практично не виробляє власного клінкеру, а лише використовує імпортований клінкер для кінцевого помолу цементу.

## Виробники цементу в Україні
| Підприємство                                        | Місто, область                                | Встановлена потужність, тис. т цементу на рік |
| --------------------------------------------------- | --------------------------------------------- | --------------------------------------------- |
| ВАТ «Балцем»                                        | м. Балаклія, Харківська область               | 4 030                                         |
| ВАТ «Подільський цемент»                            | м. Кам'янець-Подільський, Хмельницька область | 3 700                                         |
| ВАТ «Миколаївцемент»                                | м. Миколаїв, Львівська область                | 3 110                                         |
| ВАТ «Кривий Ріг Цемент»                             | м. Кривий Ріг, Дніпропетровська область       | 2 400                                         |
| ВАТ «Волиньцемент»                                  | м. Здолбунів, Рівненська область              | 2 150                                         |
| ВАТ «Донцемент» (Амвросіївський цементний комбінат) | м. Амвросіївка, Донецька область              | 2 080                                         |
| ВАТ «Югцемент» (Ольшанський цементний завод)        | смт Ольшанське, Миколаївська область          | 1 260                                         |
| ВАТ «Дніпроцемент»                                  | м. Дніпродзержинськ, Дніпропетровська область | 900                                           |
| ВАТ «Краматорський цементно-шиферний завод Пушка»   | м. Краматорськ, Донецька область              | 700                                           |

| Підприємство                                        | Належність до холдингу      | % від загального виробництва |
| --------------------------------------------------- | --------------------------- | ---------------------------- |
| ВАТ «Балцем»                                        | Євроцемент, Росія           | 17,7 %                       |
| ВАТ «Подільський цемент»                            | CRH, Ірландія               | 16,2 %                       |
| ВАТ «Кривий Ріг Цемент»                             | HeidelbergCement, Німеччина | 14,4 %                       |
| ВАТ «Волиньцемент»                                  | Dyckerhoff, Німеччина       | 10,1 %                       |
| ВАТ «Миколаївцемент»                                | Lafarge, Франція            | 9,8 %                        |
| ВАТ «Югцемент»                                      | Dyckerhoff, Німеччина       | 6,8 %                        |
| ВАТ «Краматорський цементно-шиферний завод Пушка»   | Євроцемент, Росія           | 6,4 %                        |
| ВАТ «Івано-Франківськцемент»                        | -                           | 6,2 %                        |
| ВАТ «Донцемент» (Амвросіївський цементний комбінат) | HeidelbergCement, Німеччина | 4,8 %                        |
| ВАТ «Дніпроцемент»                                  | HeidelbergCement, Німеччина | 4,5 %                        |
| ЗАТ «Цемент» (м. Одеса)                             | Cimpor, Португалія          | 2,6 %                        |
| ВАТ «Стромацемент»                                  | -                           | 0,3 %                        |
| ВАТ «Київінжцемент»                                 | Dyckerhoff, Німеччина       | 0,2 %                        |
| ДП «Харківський дослідний цементний завод»          | -                           | 0,02 %                       |
| ВАТ «Єнакіївський цементний завод»                  | HeidelbergCement, Німеччина | 0 %                          |

Загалом в 2003 році українські підприємства виробили 8,5 млн тон цементу.

## Обсяги ринку
За даними Держкомстату, в 2005 р. виробництво складальних конструкцій з цементу, бетону і штучного каменю в Україні збільшилося на 12,4 % в порівнянні з 2004 р. — до 2,804 млн м³. У Україні найбільшим виробником товарного бетону є завод залізобетонних конструкцій ім. Ковальської, в 2005 р. його об'єм виробництва бетону склав 782,4 тис. м³.